# 投資一任契約
投資一任契約（とうしいちにんけいやく）とは、金融商品取引法において、当事者の一方が、相手方から、金融商品の価値等の分析に基づく投資判断の全部又は一部を一任されるとともに、当該投資判断に基づき当該相手方のため投資を行うのに必要な権限を委任されることを内容とすると定義されている契約。これを結んで、運用を行う証券会社や信託銀行の口座をラップ口座という。

## 概要
一般的に、投資運用業を営む金融商品取引業者(当事者)が顧客(相手方)に代わって、顧客の資産の運用に伴う投資判断及び投資に必要な権限を委託されて投資を行う契約である。
顧客との間で投資一任契約を締結し、運用を行うには金融商品取引業の登録を受けなければならない。